# Пульсаційна гіпотеза
Пульсаці́йна гіпо́теза (рос. пульсационная гипотеза, англ. pulsation hypothesis; нім. Pulsationstheorie f, Pulsationshypothese f) — концепція, яка допускає існування глобальних епох стиснення і розширення Землі і на цій основі пояснює явища магматизму, трансгресії та регресії Світового океану, складчастість, закладення і замикання геосинкліналей. 
Вперше запропонована німецьким ученим Ротплецем у 1902. Повніше обґрунтування гіпотеза одержала в працях американського вченого В. Г. Бухера, російських учених М. Усова та В. Обручева.